# Zuzmószerű szakállbromélia
A zuzmószerű szakállbromélia (Tillandsia usneoides) a broméliafélék (Bromeliaceae) családjába tartozó faj. Nagyobb fákon él, általában az Egyesült Államok délkeleti részein található őshonos tölgyfákon, (ang. Live Oak, lat. Quercus virginiana) vagy a mocsáriciprusokon (Taxodium distichum).
Nagyon hasonlít a névrokonára, a szakállas zuzmóra (Usnea), de biológiailag nem áll rokonságban a zuzmókkal. A növény spanyolmoha elnevezése sem szerencsés, mivel a növény nem a mohák közé tartozik. Valójában a broméliafélék családjába tartozó zárvatermő, ami napsütötte vagy félárnyékos helyen a fák ágain függeszkedik. Korábban az Anoplophytum, Caraguata, és a Renealmia nemzetségébe sorolták. A zuzmószerű szakállbroméliát az Államok délkeleti részeitől (Virginia déli és Maryland keleti részétől) Argentínáig, illetve Ausztrália északi felén lehet látni. Olyan helyeken nő, ahol az éghajlat megfelelő melegségű, és viszonylag magas a levegő átlagos páratartalma.
A növényzet egy láncszerűen függő struktúrát képez, amelyet vékony szálak alkotnak és ezek legfeljebb 6 méterig képesek megnőni. A szálakra 1 mm széles, 2–6 cm hosszú, meglehetősen pikkelyes, ívekkel teli kunkorodó levelek helyezkednek. A növényen nincsenek légi gyökerek, apró virágai pedig alig feltűnőek.
Magról szaporodnak, vagy vegetatív módon úgy, hogy a szél foszlányokat fúj át a másik ágra, és azok abban megkapaszkodnak, illetve a fészekrakó madarak által, melyek a szálakat alomanyagnak hordják.

## Élettere

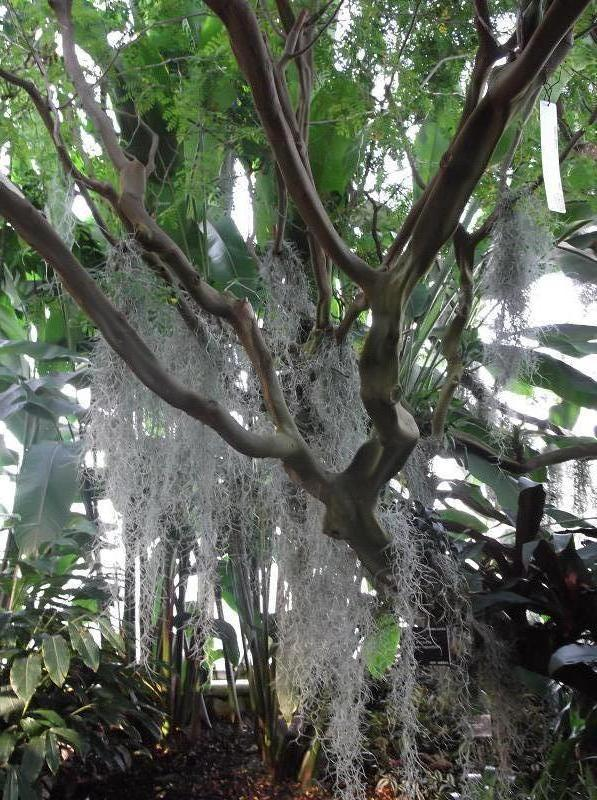
Zuzmószerű szakállbromélia a Királyi Botanikus Kertekben

A zuzmószerű szakállbromélia egy olyan álélősködő, ami a tápanyagokat (különösen a kalciumot) és a vizet a levegőből és az esővízből abszorbeálja. A köznyelvben „légi növény” néven szokták emlegetni.
Bár nem gyakori, hogy fákat pusztít, de annál inkább csökkenti növekedésüket azáltal, hogy a levelek elől eltakarja a fényt. Növeli a légellenállást is, ami hurrikán esetén végzetes lehet a fa számára.
Az Egyesült Államok déli részén úgy tűnik, hogy a tölgyfákat és a mocsári ciprusokat kedveli, mert ezek lombozatának gazdag ásványianyag-tartalma nemcsak bőséges tápanyagforrás a növény számára, hanem olyan fafajokat is képes kolonizálni, mint az amerikai ámbrafa (Liquidambar styraciflua), a fekete krepp-mirtusz (Lagerstroemia), vagy más tölgyfákat és fenyveseket is.
A spanyol moha sok olyan élőlénynek is menedéket nyújt, mint pl. a patkánykígyónak, és a denevérek három fajának. Az ugrópókok egy fajtája, a Pelegrina tillandsiae kizárólag a spanyol mohában rejtőzködik.

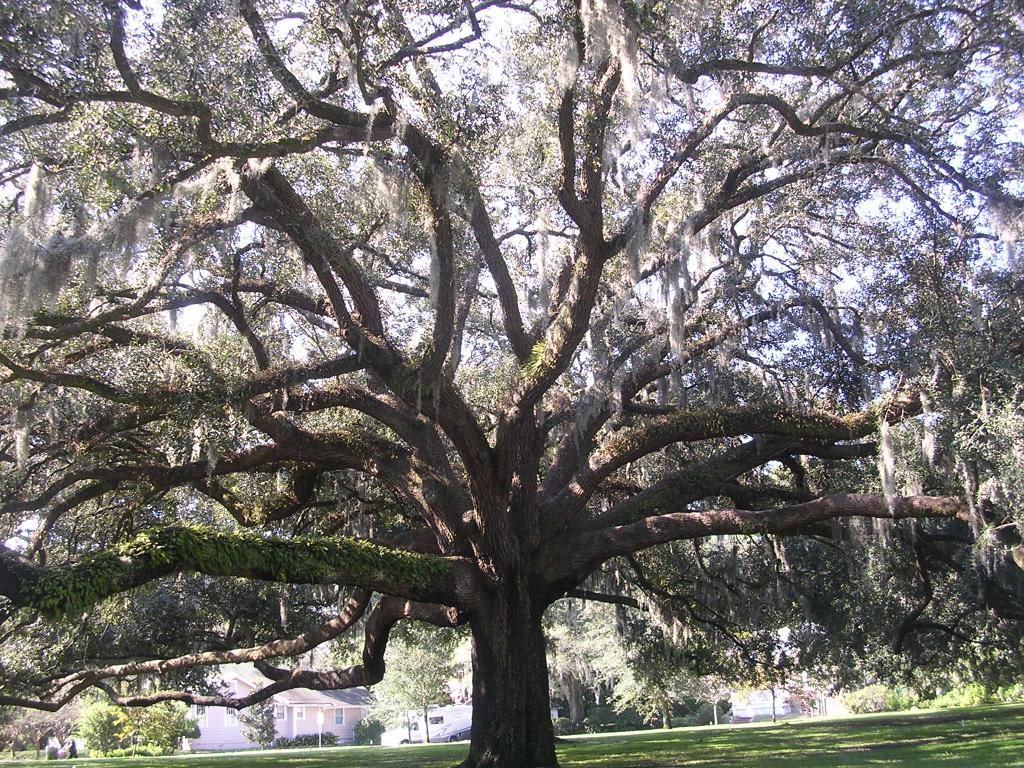
Tölgyfán

## Szerepe a kultúrában és a népköltészetben
Köszönhetően annak, hogy olyan déli részeket szereti, mint Georgia, Louisiana, Mississippi, Florida, Észak-Karolina keleti része, Virginia délkeleti része, Maryland keleti partja, Dél-Karolina, Texas és Alabama állam, a növényt gyakran gótikus kitalált történetekkel társítják.
Az Egyesült Államok délkeleti részén a következő történet terjedt el:
„Egyszer egy utazó az 1700-as években Charlestonba, Dél-Karolina államba ment spanyol menyasszonyával, hogy a környéken ültetvényest telepítsen. Az ara hosszú, hollófekete hajú, szép fiatalasszony volt. Ahogy az erdő melletti ültetvényesen végigsétáltak, miközben a jövőt tervezgették, hirtelen megtámadta őket egy sereg Cherokee, akik nem örültek annak, hogy idegenekkel kell megosztaniuk elődjeik földjét. Utoljára figyelmeztették őket, hogy tartsák távol magukat a Cherokee népségtől, és ezzel levágták a menyasszony sötét haját, majd azt egy öreg tölgyfaágra dobták. Napról napra, hétről hétre a haj észrevehetően egyre göndörebb és szürkébb lett, majd fáról fára kezdett terjedni. Éveken keresztül terjedt Dél-Karolinából Georgiába és Floridába. Ha valaki most tölgyfa alá áll, akkor látni fogja, ahogyan a moha ágról ágra veti magát és egy bogárraj ellen védekezik.”
- A Hawaii szigeteken a zuzmószerű szakállbroméliát Sanford B. Dole kormányzó szakállával asszociálták, amit ʻUmiʻumi-o-Dole-nak neveztek el. A Hawaii szigetekre a 19. században telepített mohákból készítették a híres, díszes virággirlandokat. Néha Pele hajának is nevezik a Hawaii istennő után.
- Egy kanadai énekes és dalszövegíró, Gordon Lightfoot egy balladát írt, amelynek a „Spanish moss”, azaz magyarra lefordítva a spanyol moha címet adta.
- Egy amerikai countryénekes Brad Paisley is használja a kifejezést az "American Saturday Night" (2010) c. slágerében.
- Végül az Against Me! amerikai rockegyüttes is beleszövi a spanyolmohát dalszövegébe.

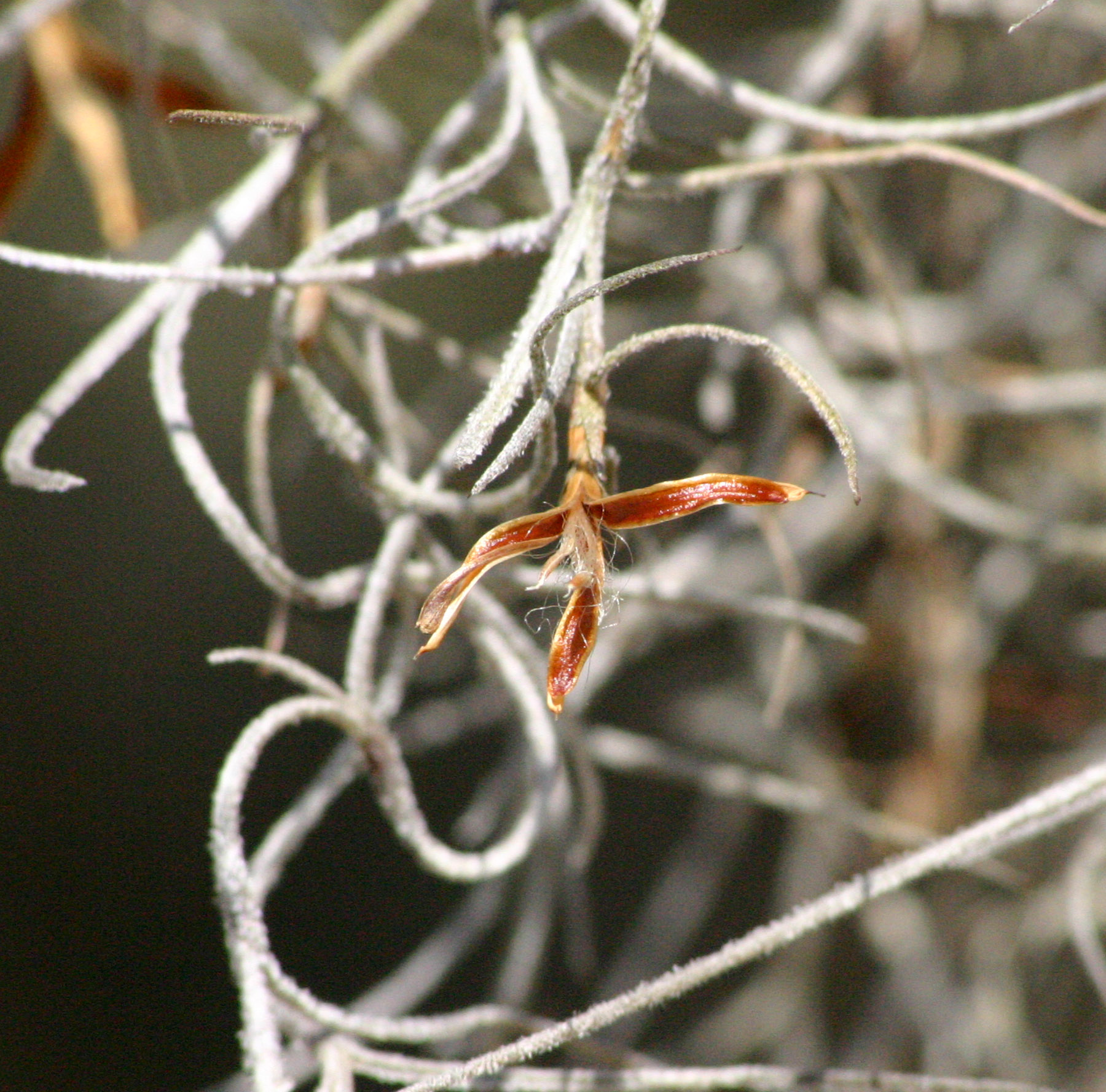
Nyílt magtok (Dél-Karolina)

## Felhasználása
A zuzmószerű szakállbroméliát különféle célokra, főleg szigetelőanyagként, talajtakaróként, csomagolóanyagként és matractöltelékként használják. 1939-ben több mint 10 000 tonnát dolgoztak fel. Ma még mindig gyűjtik kis mennyiségben, iparművészeti célra vagy virágoskertben talajtakaróként használják. Egyes hiedelmek szerint a Timucua indián törzs női tagjai ruházatként viselték.

## Fordítás
- Ez a szócikk részben vagy egészben  a   Spanish moss című angol Wikipédia-szócikk fordításán alapul.  Az eredeti cikk szerkesztőit annak laptörténete sorolja fel. Ez a jelzés csupán a megfogalmazás eredetét és a szerzői jogokat jelzi, nem szolgál a cikkben szereplő információk forrásmegjelöléseként.